# Elassomàtids
Els elassomàtids (Elassomatidae) són una família de peixos teleostis de l'ordre dels perciformes, l'única del subordre Elassomatoidei, que inclou un únic gènere, Elassoma. Són peixos d'aigua dolça distribuïts exclusivament per rius dels Estats Units.

## Taxonomia
Existeixen només sis espècies en aquest gènere, família i subordre de peixos: 
- Elassoma alabamae Mayden, 1993.
- Elassoma boehlkei Rohde & Arndt, 1987.
- Elassoma evergladei Jordan, 1884.
- Elassoma okatie Rohde & Arndt, 1987.
- Elassoma okefenokee Böhlke, 1956.
- Elassoma gilberti Snelson, Krabbenhoft, and Quattro, 2009.
- Elassoma zonatum Jordan, 1877.